# Poggio Petriccio
Il poggio Petriccio è un rilievo di 337 metri s.l.m. che domina l'abitato di Castiglione della Pescaia.

## Caratteristiche

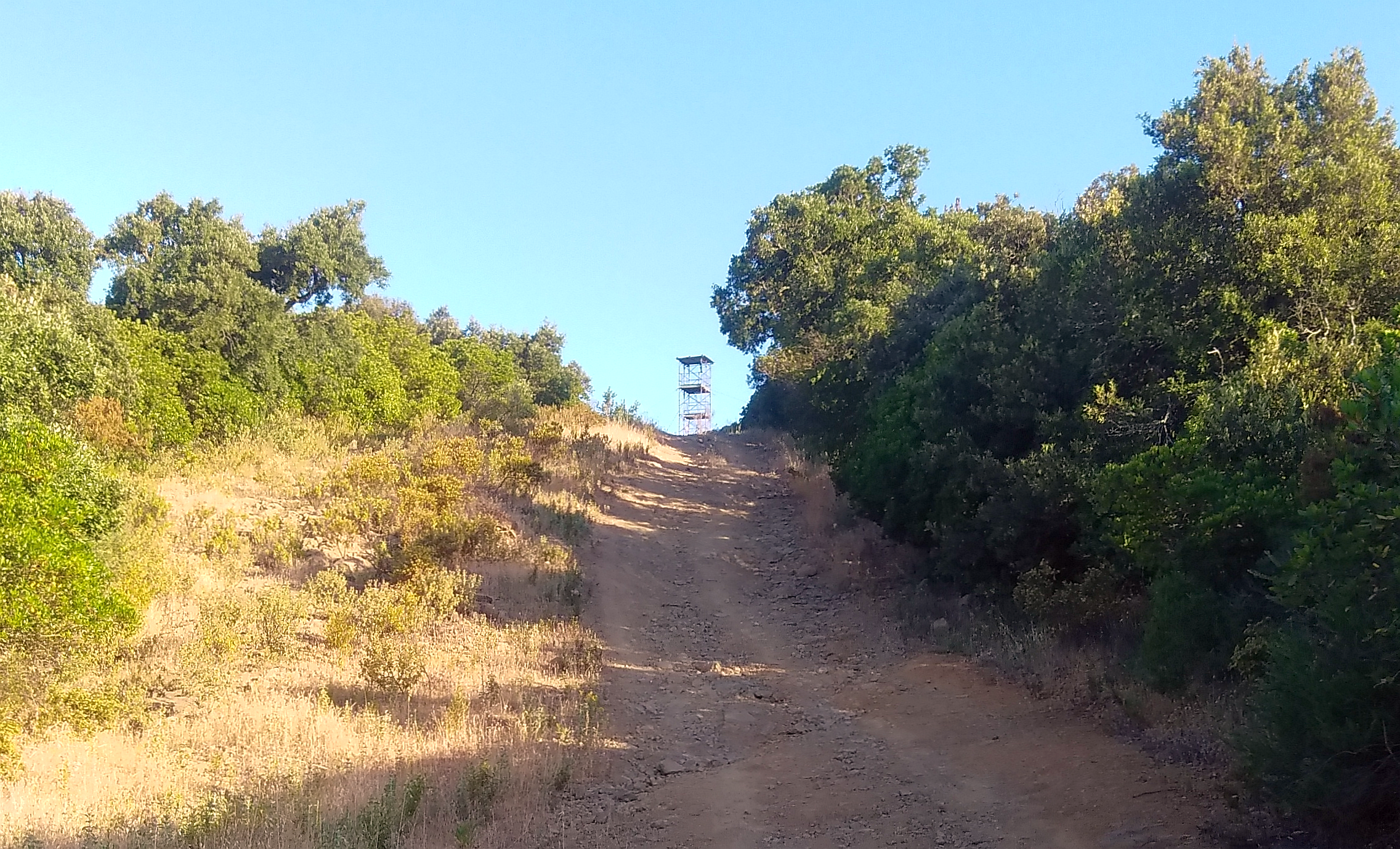
La cima della collina

Il rilievo appartiene al massiccio collinare della Toscana meridionale, che si innalza in prossimità della fascia costiera centro-settentrionale della Maremma grossetana. La sua cima ospita una torretta metallica d'osservazione anti-incendio. Sulle pendici meridionali sorge il centro storico di Castiglione della Pescaia, i cui edifici occupano il pendio con cui la fascia collinare si affaccia al mare. Non lontano dalla cima della collina, sul suo versante est, si trovano anche le rovine dell'antico eremo di Malavalle, intitolato a San Guglielmo. A nord il poggio Petriccio è collegato con il poco più elevato poggio Quercetona (416 m) da un crinale che prosegue poi verso il Poggio Ballone, il rilievo più alto della zona.

## Accesso alla cima
La cima della collina può essere raggiunta seguendo gli itinerari delle rete di percorsi pedonali del comune di Castiglione della Pescaia. L'escursione è effettuabile anche a cavallo o in mountain bike.